# Begräbnis (Werefkin)
Begräbnis ist der Titel eines Gemäldes, das die russische Künstlerin Marianne von Werefkin malte. Das Werk gehört zum Bestand einer Privatsammlung. Vorausgegangene unbetitelte Skizzen, eine Zeichnung und eine farbige Gouache, befinden sich in der Fondazione Marianne Werefkin in Ascona im Skizzenbuch Nr. a/7.

## Technik, Maße und Datierung
Bei dem Gemälde handelt es sich um eine Temperamalerei auf Karton, 56 × 72 cm im Breitformat. Da die Künstlerin die vorausgegangene Gouache mit dem Datum „15. Dezember 1907“ – spät im Jahr – versehen hat, könnte die Malerei auch im Jahr danach entstanden sein.

## Ikonografie
Dargestellt ist eine baumlose Landschaft mit einer kleinen Kirche auf der linken, nördlichen Bildseite. Links von der Kirche befindet sich ein orangefarbener Busch, der bis zur Dachtraufe der Kirche reicht. Letztere liegt wesentlich höher als die der südlichen Dachseite. Rechts von der Kirche steigt das Wiesengelände in leichtem Bogen von links unten als Positivdiagonale bis zur oberen rechten Ecke des Bildes an.
In der Bildecke rechts unten sieht man mehrere schwarz gekleidete Männer mit Zylinder. Sie tragen, bzw. begleiten einen Sarg, der von einer schwarzen, mit einem violetten Kreuz verzierten Decke, verhüllt ist. Die Männer schreiten bergab, der Sarg ist nach links unten geneigt. Obwohl die Neigung des Sarges nahezu als Parallele zur Kontur des Wiesengeländes zum Himmel gesehen werden kann, ist es nur schwer möglich, dieser Darstellung eine positive Note abgewinnen zu können. Die Kirche ist von Westen aus gesehen, dargestellt. Sie verfügt über keinen Westbau. Im Westen und Norden umgibt die Kirche ein palisadenartiger Zaun. Je ein Kreuz in dessen vorderem und hinteren linken Teil deuten darauf hin, dass es sich um einen bereits belegten Friedhof mit mehreren Gräbern handelt. Von der linken unteren Bildecke führt ein leicht gewundener Weg auf das einfache Eingangsportal der Kirche zu. Darüber befindet sich ein Pultdach, das von zwei schräg in die Mauer der Fassade eingelassenen Streben gehalten wird.
Auf der Südseite erkennt man ein Seitenschiff mit Pultdach, das ungewöhnlicherweise über ein Fenster nach Westen verfügt. Im oberen Teil der Westfassade flankieren zwei kleine hochrechteckige Fenster den mit drei Stufen getreppten Ansatz zu einem Turm. Er weist ein angeschnittenes längliches Fenster am oberen Bildrand auf.

## Japonismus
Japonismen tauchen mehrfach in Werefkins Arbeiten auf. Das ist immer dann der Fall, wenn Menschen, Bäume oder andere Gegenstände von der Künstlerin beschnitten wurden. Im vorliegenden Bild sind es der orangefarbene Busch links von der Kirche, die Kirchturmspitze und die Männer, die den Sarg begleiten.

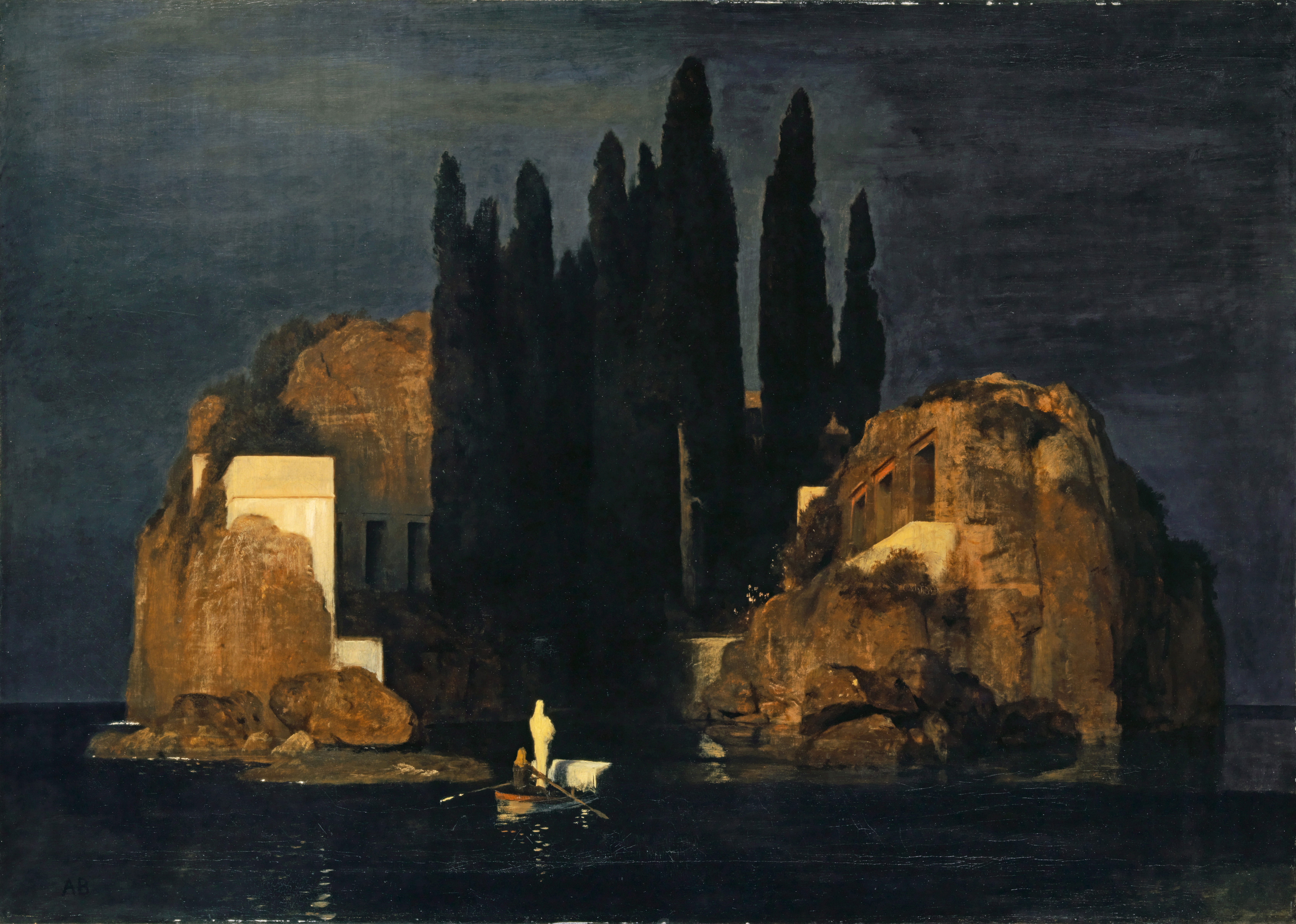
Arnold Böcklin, Die Toteninsel, 1880

## Die Bäume vor der Westfassade
Rechts vor der Kirchenfassade hat man zwei schlanke Bäume gepflanzt. Gewisslich handelt es sich um Zypressen, die oft an Kirchen und auf Friedhöfen anzutreffen sind. Sie gelten nämlich als Symbole der Trauer, der Hoffnung und der Ewigkeit. Der Maler Arnold Böcklin hat diesen Bäumen mit fünf Gemälden, die den Titel Die Toteninsel tragen, einen hohen Bekanntheitsgrad verschafft.